# ريال مدريد ضد برشلونة (كأس الملك 1943)
في 13 يونيو 1943، فاز ريال مدريد على برشلونة بنتيجة 11–1 في إياب نصف نهائي كأس ملك إسبانيا 1943 (الذي كان يُسمى وقتها بـ كأس الجنرال أو كأس القائد العام، نسبة إلى القائد العام فرانثيسكو فرانكو)
في مباراة الذهاب التي جرت على ملعب كامب دي ليس كورتس، تغلب برشلونة على ريال مدريد بنتيجة 3–0، في مباراة قوية. خلال الأيام القليلة التالية، بالغت الصحافة المدريدية في تصوير موقف جماهير برشلونة، وطالبت برد فعل استثنائي من الجماهير المدريدية. ساعد عداء جماهير مدريد (وبعض قرارات للحكم) في بداية مباراة الإياب (حتى قال بعض لاعبي برشلونة إنهم "خشوا على حياتهم") ريال مدريد على التقدم بنتيجة 8–0 في الشوط الأول و11–1 بنهاية المباراة، وبالتالي التقدم إلى النهائي بعد التقدم بنتيجة 11–4 بمجموع المباراتين، وخسر ريال مدريد النهائي أمام أثلتيك بلباو. أُقيل رئيس نادي برشلونة، وبعد بضعة أشهر أبدى رئيس نادي ريال مدريد سانتياغو برنابيو أسفه.
غالبًا ما يتم ذكر مباراة نصف نهائي كأس الملك 1943 باعتبارها واحدة من أكثر المباريات إثارة للجدل في تاريخ كرة القدم الإسبانية. بفضل نتيجتها الكبيرة، وأحداثها الدراماتيكية، والجدل حول إجمالي 12 هدفاً في 90 دقيقة فقط، تعتبر هذه المباراة واحدة من أبرز مباريات كرة القدم في النصف الأول من القرن العشرين. ويرى بعض المؤرخين أن المباراة كان لها تأثير دائم على تاريخ كرة القدم في مدريد وكتالونيا، حيث ساهمت في ولادة التنافس الكروي التاريخي المعروف بين ريال مدريد وبرشلونة.

## خلفية
كان برشلونة هو حامل اللقب بعد فوزه بالموسم السابق متغلباً على أثلتيك بلباو في النهائي. فاز برشلونة في طريقه إلى الدور نصف النهائي على فرق مثل سيلتا فيغو وسبتة. على الجانب الآخر، وصل ريال مدريد إلى نصف النهائي لأول مرة منذ 1940، متغلباً في طريقه إلى نصف النهائي على إسبانيول وخيريز.

## ملخص
انتهت مباراة الذهاب، التي جرت على ملعب كامب دي ليس كورتس في برشلونة، بفوز الفريق الكتالوني بنتيجة 3-0. اشتكى ريال مدريد من الأهداف الثلاثة التي احتسبها الحكم فومبونا فرنانديز لصالح برشلونة، كما أطلق مشجعو الفريق المضيف صافرات الاستهجان ضد ريال مدريد طوال المباراة، واتهم ريال مدريد لاعبي برشلونة باستخدام تكتيكات عنيفة وتغاضي الحكم فومبونا عن ذلك. وذكرت صحيفة "يا" الكتالونية أن الصافرات كانت "نية واضحة لمهاجمة ممثلي إسبانيا". تم منع مشجعي برشلونة من السفر إلى مدريد. وفي يوم مباراة الإياب، تعرض لاعبو برشلونة للشتائم ورشق حافلتهم بالحجارة بمجرد خروجهم من فندق إقامتهم. وقال مهاجم برشلونة ماريانو غونزالفو عن الحادثة: "قبل خمس دقائق من بدء المباراة، كانت منطقة جزائنا مليئة بالعملات المعدنية بالفعل". ونادراً ما تمكن حارس مرمى برشلونة لويس ميرو من الاقتراب من خط مرماه ـ وعندما يفعل ذلك كان يُرمى بالحجارة. وبحسب رواية فرانسيسكو كالفيت: "كانوا يهتفون: حمر! انفصاليون! ... لم تصب زجاجة سوسبيدرا، وكانت لتقتله لو أصابته. لقد كان كل شيء مدبراً".

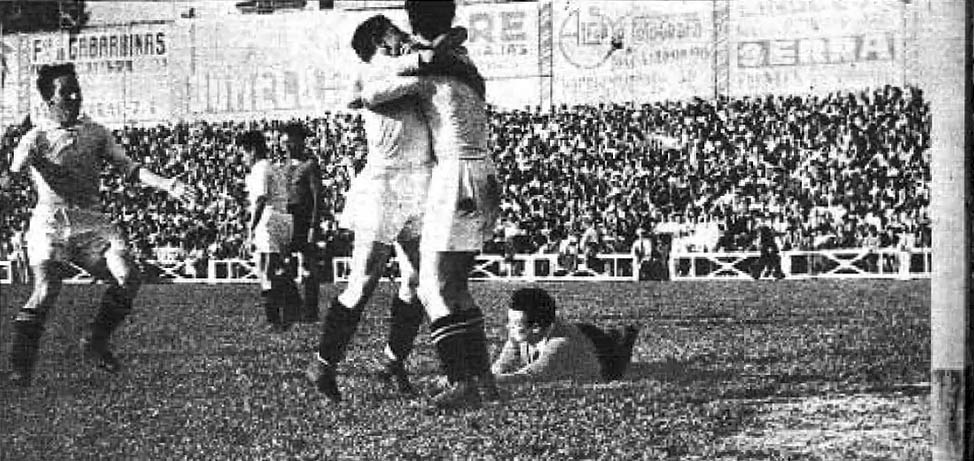
لاعبو ريال مدريد يحتفلون بالهدف الثالث

تقدم ريال مدريد بنتيجة 2-0 في غضون نصف ساعة بفضل هدفين من برودين. وفي الدقيقة 31، سجل سابينو باريناغا الهدف الثالث لريال مدريد، وتبعه طرد بينيتو جارسيا لاعب برشلونة بعد أن قام بما وصفه كالفيت بأنه "تدخل عادي تماما". يذكر بيبي كورونا مدافع ريال مدريد: "عند هذه النقطة، أصيبوا بالإحباط بعض الشيء"، بينما قال أنخيل مور: "عند هذه النقطة، فكرنا: 'استمروا إذن، سجلوا كما تريدون'". وبالفعل، سجل ريال مدريد في الدقائق 31 و35 و37 و39 و43 و44، لتصبح النتيجة 8-0 في الشوط الأول؛ مع إلغاء هدفين آخرين بداعي التسلل.

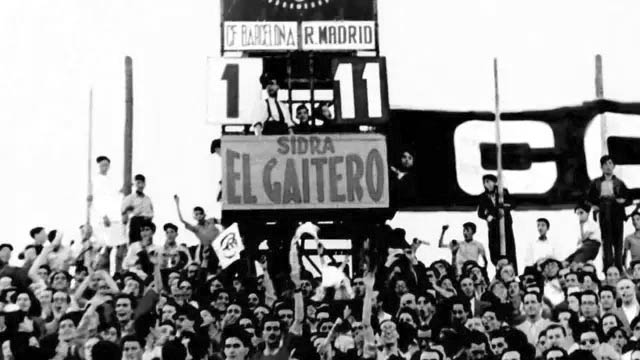
لوحة الملعب تظهر نتيجة 11-1 لصالح ريال مدريد

أكمل كل من برودين وباريناغا ثلاثية في الشوط الأول، وأضاف الأخير الهدف الرابع إلى رصيده في الدقيقة 87، ليمنح مدريد تقدمًا غير مسبوق بنتيجة 11-0، ومع ذلك، تمكن برشلونة من تسجيل هدف شرفي بفضل ماريانو مارتن. كتب خوان سامارانش: "في تلك الأجواء ومع حكم أراد تجنب أي مشاكل، كان من المستحيل إنسانياً اللعب... إذا لعب البلاوجرانا بشكل سيئ، سيئ حقًا، فلن تصل لوحة النتائج إلى هذا الرقم الفلكي. الفكرة هي أنهم لم يلعبوا على الإطلاق." وفقًا للكاتب الرياضي سيد لوي، "كانت هناك إشارات قليلة نسبيًا إلى المباراة [منذ ذلك الحين] وهي ليست نتيجة تم الاحتفال بها بشكل خاص في مدريد. في الواقع، تحتل نتيجة 11-1 مكانة بارزة في تاريخ برشلونة. كانت هذه المباراة هي التي شكلت أولاً هوية مدريد كفريق الدكتاتورية وبرشلونة كضحايا لها. قال فرناندو أرخيلا، حارس مرمى برشلونة الاحتياطي من المباراة، "لم تكن هناك منافسة. ليس، على الأقل، حتى تلك المباراة."

## التفاصيل
| ريال مدريد                                                                                  | 11–1          | برشلونة   |
| ------------------------------------------------------------------------------------------- | ------------- | --------- |
| برودين 5'، 28'، 35' · باريناغا 31'، 43'، 44'، 87' · ألونسو 37'، 74' · ألسوا 39' · بوتيا 87' | تقرير1 تقرير2 | مارتن 89' |

| ريال مدريد | برشلونة |

| GK             | 1  | غونزالو مارزا         |
| DF             | 2  | خوسيه كيريخيتا        |
| DF             | 3  | بيبي كورونا           |
| MF             | 4  | سابينو باريناغا       |
| MF             | 5  | خوسيه رامون ساوتو     |
| MF             | 6  | موليرو                |
| FW             | 7  | خيسوس ألونسو فرنانديز |
| FW             | 8  | خوان أنطونيو إيبينا   |
| FW             | 9  | أنطونيو ألسوا (ك)     |
| FW             | 10 | باسكال بوتيا          |
| FW             | 11 | برودين                |
| المدرب:        |    |                       |
| رامون إينسيناس |    |                       |

|                  |    |                      |     |
|                  |    |                      |     |
| GK               | 1  | لويس ميرو            |     |
| DF               | 2  | بينيتو غارسيا        | 31' |
| DF               | 3  | فرانسيسكو كالفيت (ك) |     |
| MF               | 4  | كورتا                |     |
| MF               | 5  | مانويل روسالين       |     |
| MF               | 6  | جوسيب رايتش          |     |
| FW               | 7  | سيزار ألفاريز        |     |
| FW               | 8  | جوسيب إسكولا         |     |
| FW               | 9  | خوسيه فالي           |     |
| FW               | 10 | ماريانو مارتن        |     |
| FW               | 11 | خاومي سوسبيدرا       |     |
| المدرب:          |    |                      |     |
| خوان خوسيه نوغيس |    |                      |     |

المصدر: 

## الآثار
خسر ريال مدريد النهائي أمام أثلتيك بلباو بعد الوقت الإضافي. أُقيل رئيس نادي برشلونة، وبعد بضعة أشهر أبدى رئيس ريال مدريد، سانتياغو برنابيو، "أسفه".
كان لهذه المباراة أثر دائم على تاريخ كرة القدم في مدريد وكتالونيا، حيث ساهمت في ولادة الكلاسيكو.